# Bennane-Bodher
Bennane-Bodher o Bennene-Bodheur o Benen-Bodher (àrab: بنان بوضر, Bannān Būḍur) és una municipalitat de la governació de Monastir, a Tunísia. Està formada per la ciutat de Bennane i el poble de Bodher, ambdós llocs dins de la delegació de Ksibet El Médiouni. Tenia 14218 habitants el 2014.

## Administració
Forma una municipalitat o baladiyya, amb codi geogràfic 32 36 (ISO 3166-2:TN-12).
Al mateix temps, la ciutat de Bennane constitueix dos sectors o imades, Bennane Sud (32 62 53) i Bennane Nord (32 62 54), i el poble de Bodher un altre sector o imada (32 62 55), tots tres dins de la delegació o mutamadiyya de Ksibet El Médiouni (32 62).